# Затишне (Куп'янський район)
Зати́шне — село в Україні, у Петропавлівській сільській громаді Куп'янського району Харківської області. Населення становить 38 осіб. До 2020 орган місцевого самоврядування— Ягідненська сільська рада.

## Географія
Село Затишне знаходиться на відстані 2 км від річки Кобилка (правий берег), примикає до села Ягідне. За 3 км знаходиться залізнична станція Кислівка.

## Історія
12 червня 2020 року, відповідно до Розпорядження Кабінету Міністрів України  № 725-р «Про визначення адміністративних центрів та затвердження територій територіальних громад Харківської області», увійшло до складу Петропавлівської сільської територіальної громади.
19 липня 2020 року, в результаті адміністративно - територіальної реформи та ліквідації колишнього Куп'янського району, село увійшло до складу Куп'янського району Харківської області.